# اریک پیرپوینت
اریک پیرپوینت (به انگلیسی: Eric Pierpoint) (زاده ۱۸ نوامبر ۱۹۵۰) بازیگر آمریکایی است. از فیلم‌های معروف او می‌توان به بازی در همیشه جوان اشاره کرد.